# Tuberculobasis inversa
Tuberculobasis inversa – gatunek ważki z rodziny łątkowatych (Coenagrionidae).